# Carte Kangnido
 (mars 2023).
La carte Kangnido ("Carte historique des pays et des villes") fut réalisée en Corée en 1402 par Kim Sa-hyeong (김사형:金士衡), Yi Mu (이무:李茂) et Yi Hoe (이회:李會)
La carte décrit la totalité de l'Ancien Monde, de l'ouest, avec l'Europe  et l'Afrique, à l'est, avec la Corée et le Japon. Elle comprend une Chine surdimensionnée au milieu. Cette carte date d'un temps qui précède les Grandes découvertes européennes, et même apparemment les voyages du grand amiral chinois Zheng He. Elle prouve une connaissance géographique profonde de la Chine et de la Corée de l'époque, supposant des explorations à une époque très reculée.

## Origines
La Chine commença à explorer les territoires vers l'ouest à partir de l'ambassade de Zhang Qian en 126. Différents pays furent alors identifiés: K'ang-chü (la Sogdiane), Ta-Yuan (dans l'actuel Ouzbékistan oriental, An-shih (파사:pa-sa:Parthie, Perse de l'époque) et Dagin (대진:Daejin:l'Empire romain). La Chine entreprit également des voyages maritimes, notamment après l'expansion de l'islam sur le continent au VIIIe siècle. 
Selon les notes explicatives de la carte, elle fut rédigée en combinant deux cartes chinoises plus anciennes: l'une (聲教廣被圖) par Li Tse-min (李澤民), produite vers 1330; l'autre (混一疆理圖) par Ch'ing Chün (清浚),  rédigée vers 1370. Ces deux cartes sont depuis perdues. Elles étaient parvenues en Corée grâce à l'ambassadeur coréen Kim Sa-hyeong (1341-1407), avant d'être fondues en une seule.

## Contenu

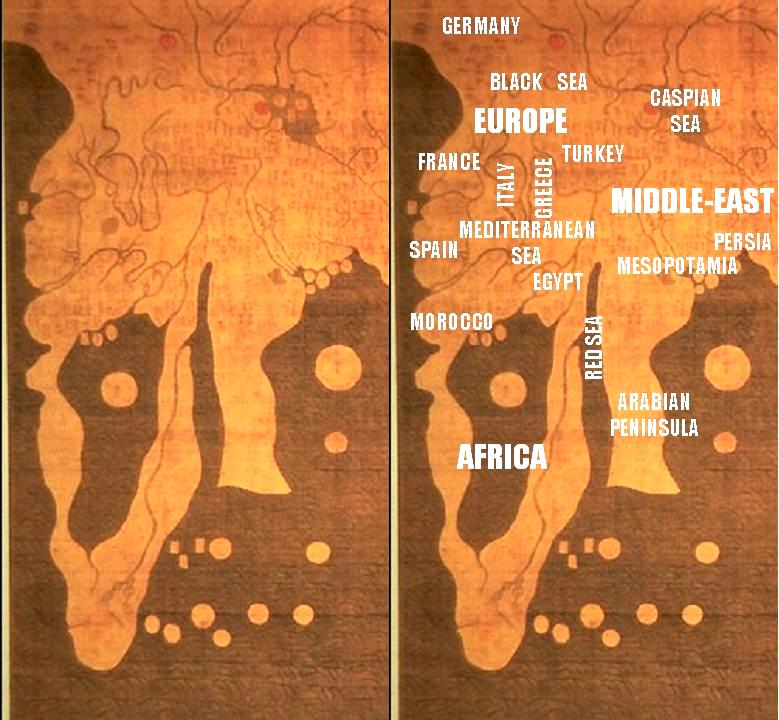
Details de l'Afrique, de l'Europe et du Moyen-Orient.

La carte décrit de façon très détaillée l'Empire de Chine, ainsi que la Corée et le Japon, même si les positions relatives des trois pays ne sont pas exactes. Chine et Corée sont surdimensionnées, alors que l'Asie du Sud-Est
(avec son promontoire et sa profusion d'îles) est arrondie, tout comme l'Inde qui se perd dans la masse globale du continent. 
À l'ouest, la péninsule Arabique, l'Afrique et l'Europe sont assez correctement dessinées, bien que ces aires continentales soient montrées plus petites qu'elles ne le sont, comparativement à la Chine. La Méditerranée est particulièrement clairement dépeinte, tout comme la péninsule Ibérique, l'Italie et l'Adriatique. Il y a plus de cent noms pour les seuls territoires européens, dont Alumangia (le mot latin Alemania pour Allemagne). 
La connaissance du contour réel de l'Afrique indique des explorations précoces de la région, antérieures aux voyages de Bartolomeu Dias et de Vasco de Gama. La pointe sud de l'Afrique a des contours généraux corrects et laisse apparaître un fleuve qui pourrait être l'Orange. Au nord du continent, au-delà du "blanc" de la carte, une pagode symbolise le phare d'Alexandrie, près du mot arabe Misr (Égypte) translittéré en chinois. 
La plupart des transcriptions chinoises des noms de lieux en Asie du Sud-Ouest, en Afrique et en Europe proviennent d'originaux arabes persanisés, indiquant que la carte Kangnido serait liée pour une grande part aux connaissances venant du Moyen-Orient. 

## Versions de la carte

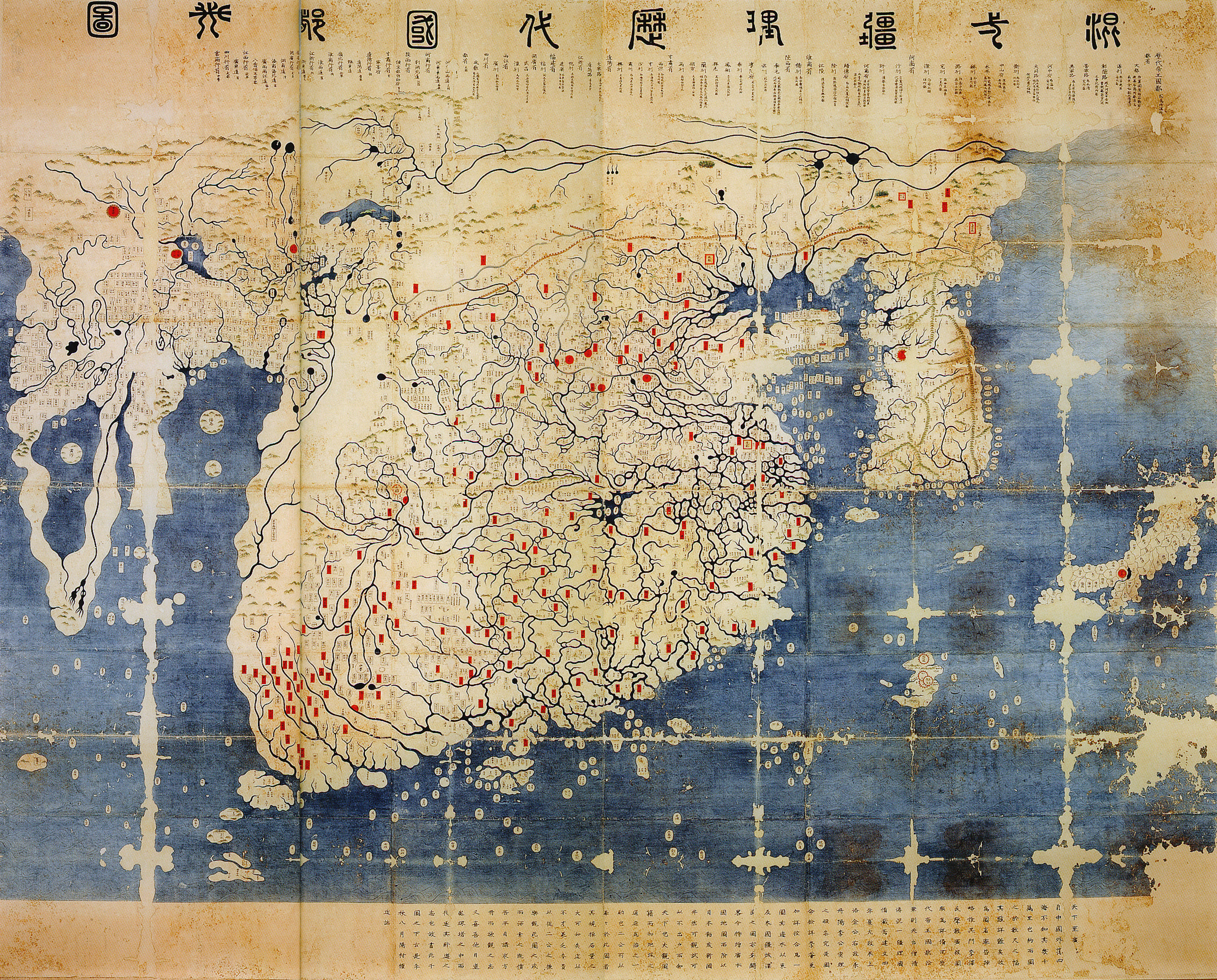
Version de 1470

Seules trois copies de la carte sont connues, toutes conservées au Japon. Deux d'entre elles faisaient partie du butin de guerre japonais de l'invasion de la Corée de 1592-1598 par Hideyoshi. La carte actuellement conservée à l'université Ryūkoku est celle que Hideyoshi a offerte au temple Hongan-ji. L'autre carte, à présent au temple Honmyō-ji, lui fut donnée par Katō Kiyomasa, qui participa également à la guerre en Corée. Le troisième exemplaire connu est réputé être une adaptation de la carte Honganji et se trouve à l'université Tenri.

## Influences?

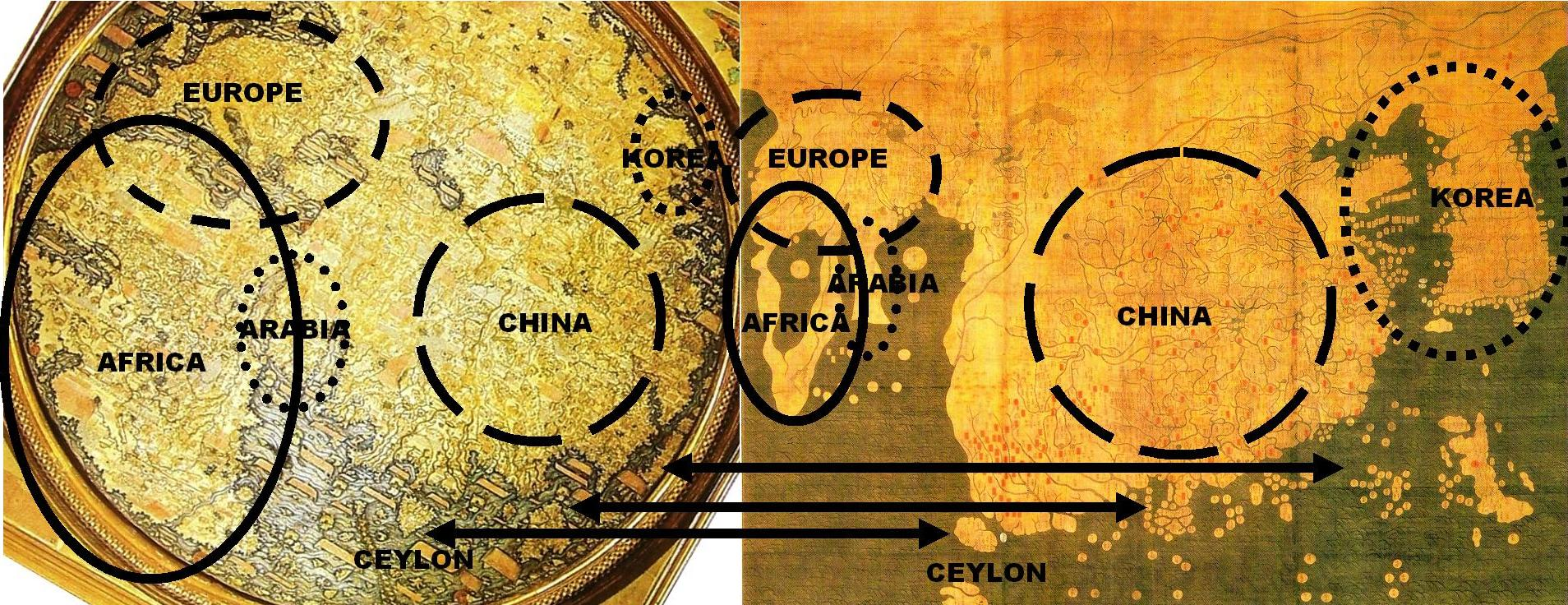
Comparaison entre les cartes de Fra Mauro (1457) et Kangnido (1402).

La carte présente certaines similitudes, remarquables pour l'époque, avec la carte de Fra Mauro réalisée à Venise en 1457, à la fois au niveau de leurs exactitudes (la forme de l'Afrique australe et le passage entre les océans Atlantique et Indien) et leurs erreurs: un large fleuve au centre de l'Afrique qui se jette dans la Mer Rouge, la côte aplatie de l'Afrique occidentale ou les côtes de l'Asie méridionale. Les deux cartes semblent offrir la même compréhension de l'Ancien Monde, en dépit de l'inversion des proportions (Europe et Afrique élargies pour Fra Mauro, Chine et Corée hypertrophiées dans la Kangnido). 
Les deux cartes ont en tout cas été réalisées avant la découverte "officielle" du Cap de Bonne-Espérance en 1488 par les navigateurs portugais. Plusieurs hypothèses sont envisagées quant aux sources: marins musulmans du Moyen-Orient ou de l'Afrique Orientale, marins Indiens ou navigateurs chinois (on évoque à ce propos les expéditions de l'amiral Zheng He et l'hypothèse de la circumnavigation chinoise ordonnée par l'empereur Zhu Di), puis transmission vers l'Occident, pour la carte de Fra Mauro, par les marchands indiens ou musulmans, ou encore par le voyageur vénitien Nicolò de' Conti.